# Marty Passaglia
Martin Harold Passaglia, né le 22 avril 1919 et mort le 17 juillet 2004, est un joueur américain de basket-ball.
Après avoir fréquenté la Galileo High School à San Francisco, Marty Passaglia entra à l'Université de Santa Clara, où il joua aux côtés de Bob Feerick, qui fut par la suite son coéquipier aux Washington Capitols, durant la première saison de la Basketball Association of America. Passaglia ne joua pas en 1947-1948, et signa avec les Indianapolis Jets pour la saison 1948-1948. Il arrêta sa carrière professionnelle au terme de l'exercice.